# Jacques Hurtubise (mathématicien)
Pour les articles homonymes, voir Hurtubise.
Jacques-Claude Hurtubise (né le 12 mars 1957) est un mathématicien canadien qui a été affilié  à l'Université McGill en tant que professeur et, pendant 8 ans, directeur de son département. Il est retraité depuis le 31 décembre 2024.

## Carrière
Après des études de premier cycle à l'Université de Montréal, Hurtubise bénéficie d'une Bourse Rhodes à l'Université d'Oxford de 1978 à 1981. Il obtient son doctorat à l'Université d'Oxford en 1982, sous la direction de Nigel Hitchin. Sa thèse concerne les liens entre la géométrie algébrique et la géométrie différentielle. Après son doctorat, il enseigne à l'Université du Québec à Montréal jusqu'en 1988, après quoi il rejoint l'Université McGill. Il a également été directeur du Centre de recherches mathématiques. 

## Travaux
Ses travaux de recherche portent entre autres sur les espaces de modules, les systèmes intégrables et les surfaces de Riemann. 
Parmi d'autres contributions, il est connu pour avoir démontré, avec Charles P. Boyer, Benjamin Mann et R. James Milgram, la conjecture d'Atiyah–Jones (en) sur la topologie des espaces de modules des Instantons sur la sphère.

## Prix et distinctions
Hurtubise est lauréat du prix Coxeter–James de la Société mathématique du Canada en 1993. Il a été titulaire de l'AMS Centennial Fellowship en 1993-1994. En 2004, il devient fellow de la Société royale du Canada, et en 2012, il devient l'un des premiers compagnons de l'American Mathematical Society.
En 2022 il est lauréat du prix David-Borwein.

## Publications
- Directeur de publication avec François Lalonde (de) : Gauge theory and symplectic geometry, Kluwer 1997
- Algebraic geometry and completely integrable Hamiltonian systems
- Algebraic structures and moduli spaces CRM Workshop, July 14-20, 2003, Montréal, Canada